# Torre del Trovador
La Torre del Trovador si trova a Saragozza, in Spagna e costituisce la parte più antica del Castillo de la Aljafería.
L'edificio fu costruito con scopi difensivi nel IX secolo, per volere dell'emiro Muhammad Alanqar, erigendosi su di una pianta quadrangolare che si sviluppa originariamente su tre piani. Altri due piani furono innalzati nel corso dell'XI secolo e vi sono riconoscibili i primi elementi di stile mudéjar. Resti delle mura che partivano dalla torre sono ancora visibili. Da quel momento il castrum perse la sua connotazione espressamente militare per diventare la residenza taifal del regno musulmano. Durante la dinastia dei Re Cattolici, a partire dal 1486, la Torre del Trovador divenne un carcere dell'inquisizione spagnola, e un simbolo della decadenza del complesso. Solo con Filippo II di Spagna, sul calare del XVI secolo, il Castello de la Aljaferia venne ristrutturato e ampliato in alcune sue parti, ma la torre conserva ancora il suo aspetto originario.